# Louisdale
Louisdale est une communauté rurale située dans le Comté de Richmond en Nouvelle-Écosse.
Louisdale est situé au sein d'une des régions acadiennes de la province et fut pendant longtemps un simple village de pêcheurs. Le village était connu sous le nom de Barachois Saint-Louis jusqu'au 7 avril 1905, lorsque le nom actuel fut officialisé. Une école acadienne, accessible également aux membres de la communauté irlandaise, fut construite en 1856.
La communauté comptait 4 072 habitants en 2006.